# Calanthe davidii
Calanthe davidii là một loài thực vật có hoa trong họ Lan. Loài này được Franch. mô tả khoa học đầu tiên năm 1888.